# Estado Português da Índia
Estado Português da Índia (em hindi: भारत राज्य), Estado das Índias, Estado da Índia ou Índia Portuguesa refere-se a um conjunto de possessões, cidades portuárias, entrepostos e fortalezas conquistados ou instalados pelos portugueses, ao longo de sua expansão marítima e comercial, desde pelo menos finais do século XV até meados do XIX. Existiram desde 1505 até 1961, sofrendo variações geográficas, ao longo de  mais de quatro séculos.
O Estado Português da Índia foi fundado em 1505, seis anos após a descoberta da rota entre Portugal e o subcontinente indiano, com vista a servir de referência administrativa para uma cadeia de fortificações, feitorias e colónias ultramarinas. O primeiro vice-rei foi D. Francisco de Almeida, que estabeleceu o seu governo em Cochim. Os governadores subsequentes não receberam o título de vice-rei. Em 1510, a capital do Estado Português da Índia  foi transferida para Goa. No transcurso do século XVI ocorreu a expansão e estabilização na luta contra várias estruturas estatais asiáticas, comandadas por muçulmanos de origem árabe e turcos otomanos. No entanto, os portugueses nunca conseguiram exercer plenamente o poder nas zonas do estreito de Malaca ou dominar o mar Vermelho, mesmo após o contorno do cabo da Boa Esperança (1498), mas exerceram o monopólio, por muito tempo, sobre a única rota marítima de produtos orientais para os mercados europeus. Antes do século XVIII, o governador português ali estabelecido exercia sua autoridade em todas as possessões portuguesas no oceano Índico, desde o cabo da Boa Esperança, a oeste, passando pelas ilhas Molucas, Macau e Nagasáqui (esta nunca foi formalmente parte dos domínios portugueses) ao leste.
O declínio do domínio português na Ásia começou em nível econômico na década de 1670 e, politicamente, desde o fim do século XVI, com a entrada de outros países europeus, especialmente os holandeses, no oceano Índico. Depois de um período de lutas ferozes nos três primeiros quartos do século XVII, nas quais os monarcas asiáticos desempenharam um papel importante, a superioridade portuguesa foi dissipada. Em 1752, Moçambique passou a ter um governo próprio e, em 1844, foi a vez dos territórios de Macau, Solor e Timor, restringindo a autoridade do governador do Estado Português da Índia às possessões portuguesas na costa do Malabar, assim permanecendo até 1961. Antes da independência da Índia, ocorrida em 1947, a província ultramarina restringia-se aos territórios de Goa, Damão, Diu e Dadrá e Nagar Aveli. Portugal perdeu o controlo efetivo dos enclaves de Dadrá e Nagar Aveli em 1954 e, finalmente, o resto dos territórios do subcontinente indiano em dezembro de 1961, quando foram tomados por uma operação militar indiana. Portugal só reconheceu oficialmente o controlo indiano em 1975, após a Revolução de 25 de Abril de 1974 e a consequente queda do Estado Novo.

## Os primeiros contactos (1415-1505)

### As navegações: Reconhecimento da costa ocidental africana

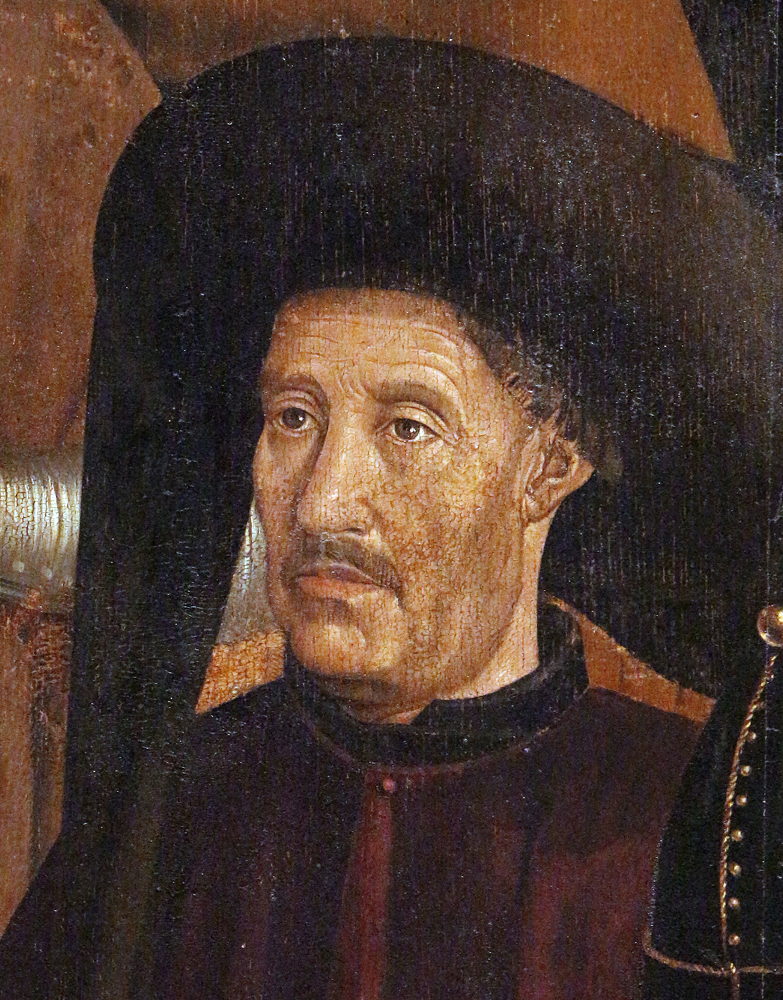
Dom Henrique, popularmente conhecido como Infante de Sagres ou O Navegador, foi um infante português e a mais importante figura do início da Era dos Descobrimentos.

A expansão portuguesa teve início quando a armada portuguesa, encabeçada pelo rei D. João I em pessoa, aporta e toma a cidade portuária de Ceuta, em 21 de agosto de 1415. Portugal, assim, além do primeiro estado europeu formado, foi também o primeiro a extrapolar os limites do continente europeu. As causas que levaram à Conquista de Ceuta foram sobretudo de natureza estratégica, uma vez que Ceuta era uma cidade importante para o controlo das rotas marítimas entre o mar Mediterrâneo e o oceano Atlântico, por meio do controlo do estreito de Gibraltar. A partir de 1415, os portugueses entraram em África, assegurando uma presença contínua por mais de 550 anos.
A Era das Descobertas, cujas origens remontam à segunda e terceira décadas do século XV, está principalmente associada ao terceiro filho de D. João I, o Infante D. Henrique. A sua posição como membro da família real, Protetor da Ordem de Cristo desde 1420, permitiu-lhe amealhar um grande capital, necessário para as viagens marítimas, com o objetivo de importar diretamente o primeiro carregamento de escravos para o Reino de Portugal, comércio que, em 1441, era claramente deficitário. Além de ter de contornar as margens áridas do atual Saara Ocidental, os assentamentos instalados em Marrocos não permitiam o desenvolvimento permanente da colonização ou do comércio, assim como estreitaram as relações iniciais entre as expedições guerreiras e as ambições portuguesas.
Após a desastrosa derrota em Tânger em 1437, causada em grande parte por erros táticos do Infante D. Henrique, o foco passou a estar na procura de novas fontes de ouro e prata.
Na década de 1450, D. Henrique arquitetou um plano para chegar às fabulosas riquezas da Índia, em particular às especiarias, inicialmente designando uma região na África Oriental, na região da atual Etiópia. A ideia de estabelecer contactos com a verdadeira Índia teve origem em D. Afonso V, cerca de 1470, sendo depois aperfeiçoada através da elaboração de um admirável projeto liderado por seu filho D. João II, cognominado o "Príncipe Perfeito", na década de 1480. D. João II tentou encontrar uma conexão com Oriente, tanto por terra como por mar. O seu emissário, Pêro da Covilhã, foi bem sucedido entre 1488 e 1489, vendo com os próprios olhos a riqueza comercial do Oriente. Até ao final do ano de 1493 atingiu a Abissínia, considerada ser governada  (ou seja, Negus, isto é, o Rei dos Reis) a partir do segundo trimestre do século XIV por Preste João.
O acesso efetivo à Ásia, efetivamente só podia ser assegurado pelo mar, cabendo a decisão final ao sucessor de D. João II, D. Manuel. Este primeiro teve de superar a relutância dos patrocinadores em Lisboa em relação a um empreendimento de risco, exigindo uma concentração de forças no comércio nos bancos costeiros da África Ocidental. Em última análise, no entanto, apesar da oposição do Conselho Real, enviou em 1497 uma frota liderada por Vasco da Gama um pouco mais para sul, com o claro objetivo de chegar à Índia.

### A viagem de Vasco da Gama como marco

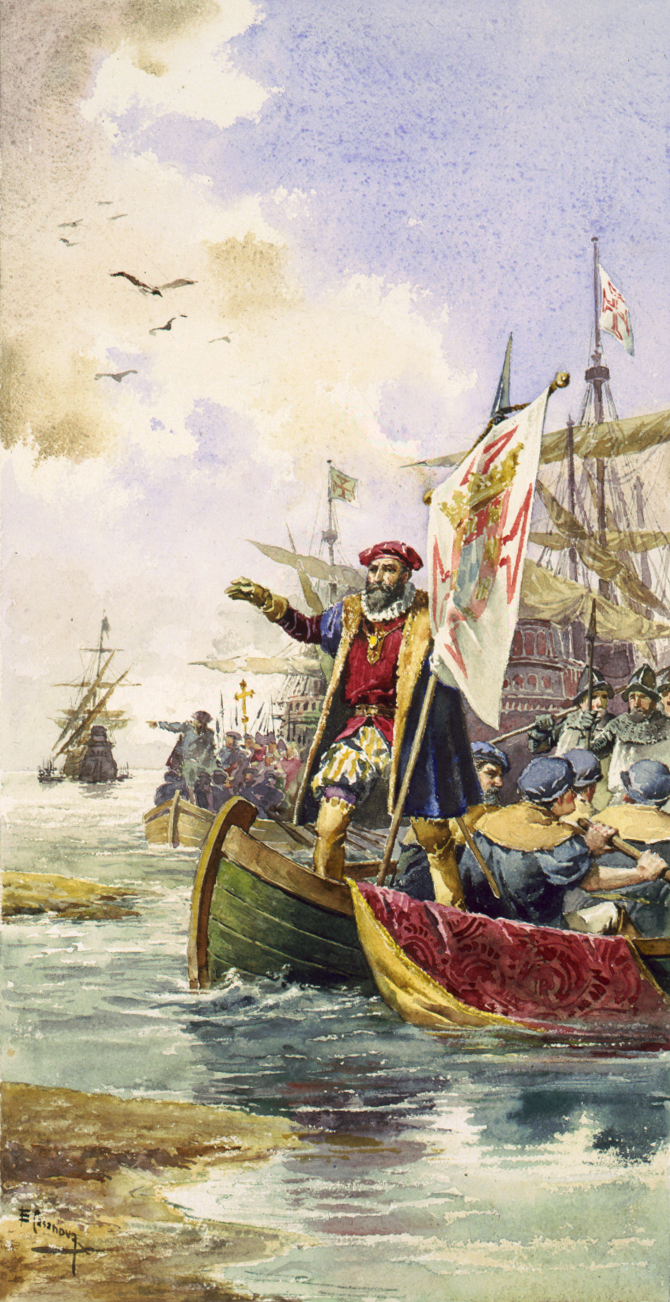
Chegada de Vasco da Gama a Calecute, Índia, a 20 de maio de 1498

O primeiro contacto português com a Índia deu-se a 20 de maio de 1498, quando Vasco da Gama atracou em Calecute. Após alguns conflitos com os mercadores árabes que detinham o monopólio das especiarias através de rotas terrestres, Vasco da Gama conseguiu assegurar uma carta de concessão para as trocas comerciais com o Samorim, o governador de Calecute. Aí deixou alguns portugueses que estabeleceram um porto comercial.
Mas, os portugueses foram incapazes de pagar os direitos aduaneiros prescritos e preço de seus bens em ouro.
Mais tarde, funcionários de Calecute detiveram temporariamente agentes de Vasco da Gama como garantia de pagamento. Isso, no entanto, irritou Gama, que levou alguns nativos e dezesseis pescadores com ele pela força. No entanto, a expedição de Vasco da Gama foi bem sucedida além de qualquer expectativa razoável, levando em carga que era de sessenta vezes o custo da expedição.

### Pedro Álvares Cabral e o estabelecimento da primeira feitoria portuguesa
A frota de Pedro Álvares Cabral chegou a Calecute em 13 de setembro de 1500. Cabral obteve êxito nas negociações com o samorim (título dado ao governante de Calecute) e obteve autorização para instalar uma feitoria e um armazém na cidade-estado. Na esperança de melhorar ainda mais as relações, Cabral despachou seus homens em várias missões militares a pedido do Samorim. No entanto, em 16 ou 17 de dezembro, a feitoria sofreu um ataque de surpresa por cerca de 300 (de acordo com outros relatos, talvez até milhares) árabes muçulmanos e indianos hindus. Apesar da defesa desesperada dos besteiros, mais de 50 portugueses foram mortos. Os defensores restantes se retiraram para os navios, alguns a nado. Pensando que o ataque fora resultado de incitação não-autorizada de comerciantes árabes invejosos, Cabral esperou 24 horas para obter uma explicação do governante de Calecute, mas nenhum pedido de desculpas foi apresentado.
Os portugueses ficaram indignados com o ataque à feitoria e com a morte de seus companheiros e atacaram 10 navios mercantes dos árabes ancorados no porto. Mataram cerca de 600 tripulantes e confiscaram o carregamento antes de incendiar os navios. Cabral também ordenou que seus navios bombardeassem Calecute por um dia inteiro em represália à violação do acordo. O massacre foi atribuído, em parte, à animosidade portuguesa em relação aos muçulmanos, resultante de séculos de conflitos com os mouros na Península Ibérica e no norte da África. Além disso, os portugueses estavam determinados a dominar o comércio de especiarias e não tinham a intenção de permitir que a concorrência florescesse. Os árabes também não tinham interesse em permitir que os portugueses quebrassem seu monopólio sobre as especiarias. Os portugueses haviam começado por insistir em que lhes fosse dado tratamento preferencial em todos os aspectos do comércio. A carta de D. Manuel I entregue por Cabral ao governante de Calecute — traduzida pelos intérpretes árabes deste — pedia a exclusão dos comerciantes árabes. Os comerciantes muçulmanos, acreditando que estavam prestes a perder suas oportunidades comerciais e sua forma de subsistência, teriam tentado colocar o governante hindu contra os portugueses. Portugueses e árabes eram muito desconfiados uns dos outros, em cada ação.
Os portugueses perceberam que "eram poucos em número e que aqueles que viriam à Índia nas frotas futuras também estariam sempre em desvantagem numérica; então esta traição deveria ser punida de forma tão decisiva que os portugueses fossem temidos e respeitados no futuro. Era a sua artilharia superior que lhes permitiria realizar esse objetivo". Assim sendo, os portugueses estabeleceram um precedente para o comportamento dos exploradores europeus na Ásia durante os séculos seguintes.
Vasco da Gama partiu para a Índia com 15 navios e 800 homens, que chegam em Calecute em 30 de outubro de 1502, onde o governante estava disposto a assinar um tratado. Gama desta vez fez uma chamada para expulsar todos os muçulmanos (árabes) de Calecute, o que foi veementemente rejeitado. Ele bombardeou a cidade e capturou vários navios de arroz. Ele voltou a Portugal em setembro 1503.

## Formação do Estado Português da Índia  (1505-1510)
O Estado Português da Índia  foi constituído em 1505 com a nomeação do primeiro vice-rei, D. Francisco de Almeida, inicialmente estabelecido em Cochim, seis anos após a descoberta do caminho marítimo para a Índia por Vasco da Gama. Em 1510, recebeu nome oficial de Estado Português da Índia, devido à expansão territorial efetuada por Afonso de Albuquerque, que conquistou Goa tornando-a a sede da presença portuguesa no subcontinente indiano.

### Francisco de Almeida

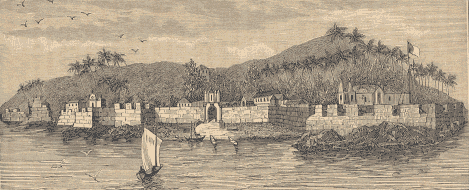
Fortaleza de Angediva, Ilha de Angediva

Em 25 de março 1505, Francisco de Almeida foi nomeado  vice-rei da Índia , com a condição de criar quatro fortes na costa sudoeste da Índia: em Ilha de Angediva, Cananor, Cochim e Coulão.
Em 13 de setembro, Francisco de Almeida chegou à Ilha de Angediva, onde imediatamente iniciou a construção do Forte de Angediva. Em 23 de outubro, com a permissão do governante amigável Cananor, ele começou a construir a Fortaleza de Santo Ângelo de Cananor, deixando Lourenço de Brito no comando com 150 homens e dois navios.
Francisco de Almeida, em seguida, chegou a Cochim em 31 de outubro de 1505 com apenas 8 navios. Lá, ele aprendeu que os comerciantes portugueses em Coulão haviam sido mortos. Ele decidiu enviar seu filho Lourenço de Almeida com 6 navios, que destruíram 27 Calecute. Navios no porto de Coulão Almeida fixou residência em Cochim. Ele reforçou as fortificações portuguesas da Fortaleza de Cochim.

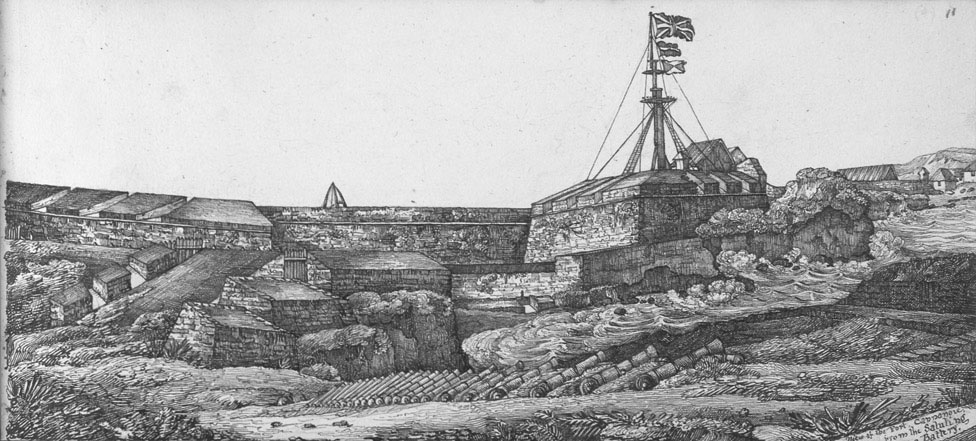
Fortaleza de Santo Ângelo de Cananor

O Samorim preparou uma grande frota de 200 navios para se opor aos portugueses, mas em março 1506 Lourenço de Almeida (filho de Francisco de Almeida) foi vitorioso em uma batalha de mar na entrada do porto de Cananor, sendo a Batalha de Cananor, um revés importante para a frota do Samorim. Então Lourenço de Almeida explorou as águas costeiras ao sul de Colombo, no que é hoje o Seri Lanca. Em Cananor, no entanto, um novo governante, hostil ao Português e amigável ao Samorim, atacaram a guarnição portuguesa, levando ao Cerco de Cananor.
Em 1507 a missão de Almeida foi reforçada pela chegada da esquadra de Tristão da Cunha. A esquadra de Afonso de Albuquerque tinha, no entanto, separa-se da de Cunha na África Oriental e foi conquistando territórios de forma independente no golfo Pérsico para o oeste.

Em março 1508, uma esquadra portuguesa, sob o comando de Lourenço de Almeida foi atacada por um combinado na Batalha de Chaul. Lourenço de Almeida perdeu a vida depois de uma briga feroz nesta batalha. A resistência de Mamluk foi, no entanto, definitivamente derrotada na Batalha de Diu.

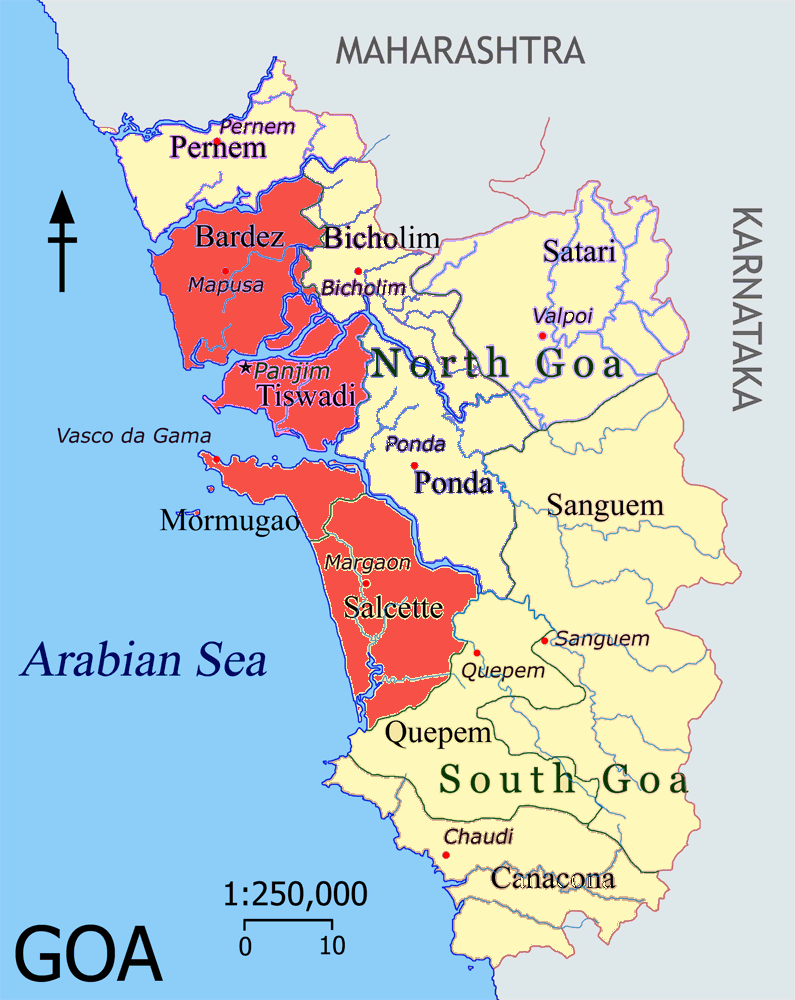
Novas e Velhas Conquistas

### Afonso de Albuquerque
Em 1510, o almirante Afonso de Albuquerque derrotou os sultões de Bijapur, numa disputa entre a soberania do território de Timayya, o que levaria ao estabelecimento dos portugueses na Goa. Goa tornava-se, assim, o centro do governo da Índia e o local de residência do vice-rei da Índia.

## A era florescente (1515-1580)
Entretanto, os portugueses conquistavam vários territórios aos sultões do Guzerate: Damão (ocupado em 1531, formalmente cedido em 1539), Salsete, Bombaim e Baçaim (ocupado a 1534) e Diu (cedido em 1535). Estas possessões tornaram-se a Província do Norte do Estado Português da Índia , estendendo-se por 100 km de costa desde Damão a Chaul. A província era governada a partir da fortaleza de Chaul.

### Velhas Conquistas de Goa
As chamadas Velhas Conquistas correspondem ao grupo de quatro concelhos de Goa incorporados à Índia Portuguesa no século XVI, ainda no início do domínio português.
Os concelhos das Velhas Conquistas são:
- Ilhas de Goa
- Mormugão
- Salcete
- Bardez

### A influência portuguesa no Japão, Ceilão, e da costa leste da África
O Império Português atingiu proporções gigantescas, com base no desenvolvimento do comércio (negociava-se praticamente tudo), e a cooperação muito bem sucedida entre a Coroa e a Cruz, por meio da Evangelização. Sua influência se estendia, neste contexto, desde a costa do Brasil, no oeste, às ilhas Molucas, no leste. Em 1557 o imperador chinês arrendou Macau aos portugueses por causa da ajuda destes na luta chinesa contra os piratas japoneses e da restrição, imposta pela China, do comércio direto com Japão (de 1549 a 1550), onde os primeiros marinheiros portugueses chegaram por volta do ano 1542–1543, inaugurando o comércio intermediado pelos portugueses, usando a carraca, entre os dois países do Extremo Oriente.

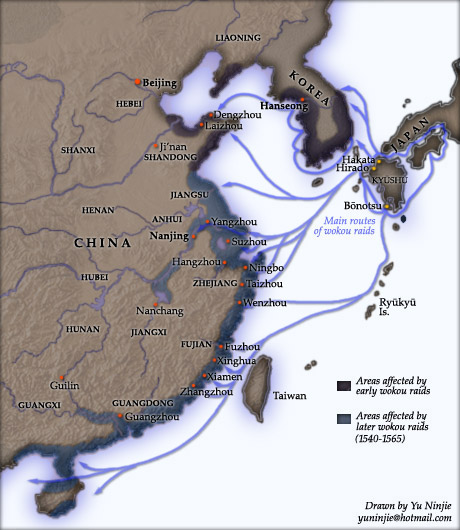
Incursões piratas japonesas do século XVI

Os conflitos entre japoneses e chineses se acirram durante a dinastia Ming. Em 1479, o vice-presidente do Ministério da Guerra queimou os registros do tribunal que documentavam as viagens de Zheng He; esse foi um dos muitos eventos que sinalizavam a mudança chinesa na política externa. As leis navais que foram implementadas restringiam os navios a um pequeno tamanho; o declínio da marinha Ming permitiu o crescimento da pirataria ao longo da costa chinesa. Piratas japoneses - ou wokou – começaram a saquear navios chineses e comunidades costeiras, apesar de grande parte da pirataria ter sido realizada por chineses nativos.
Em vez de montar um contra-ataque, as autoridades Ming optaram por encerrar as instalações costeiras e matar os piratas de fome; todo o comércio exterior teve de ser realizado pelo Estado, por missões tributárias formais. Estas políticas eram conhecidos como as leis hai jin, que instituíam uma proibição rigorosa da atividade privada marítima até a abolição formal, em 1567. Neste período de controlo estatal, o comércio exterior com o Japão foi realizado exclusivamente pelo porto de Ningbo, o comércio com as Filipinas exclusivamente em Fuzhou, e com a Indonésia exclusivamente em Cantão. Depois disso, os japoneses só foram autorizados no porto uma vez a cada dez anos, e eram autorizados a levar um máximo de trezentos homens em dois navios; estas leis chinesas encorajaram muitas pessoas a empenharem-se na comercialização ilegal do comércio e na generalização do contrabando.

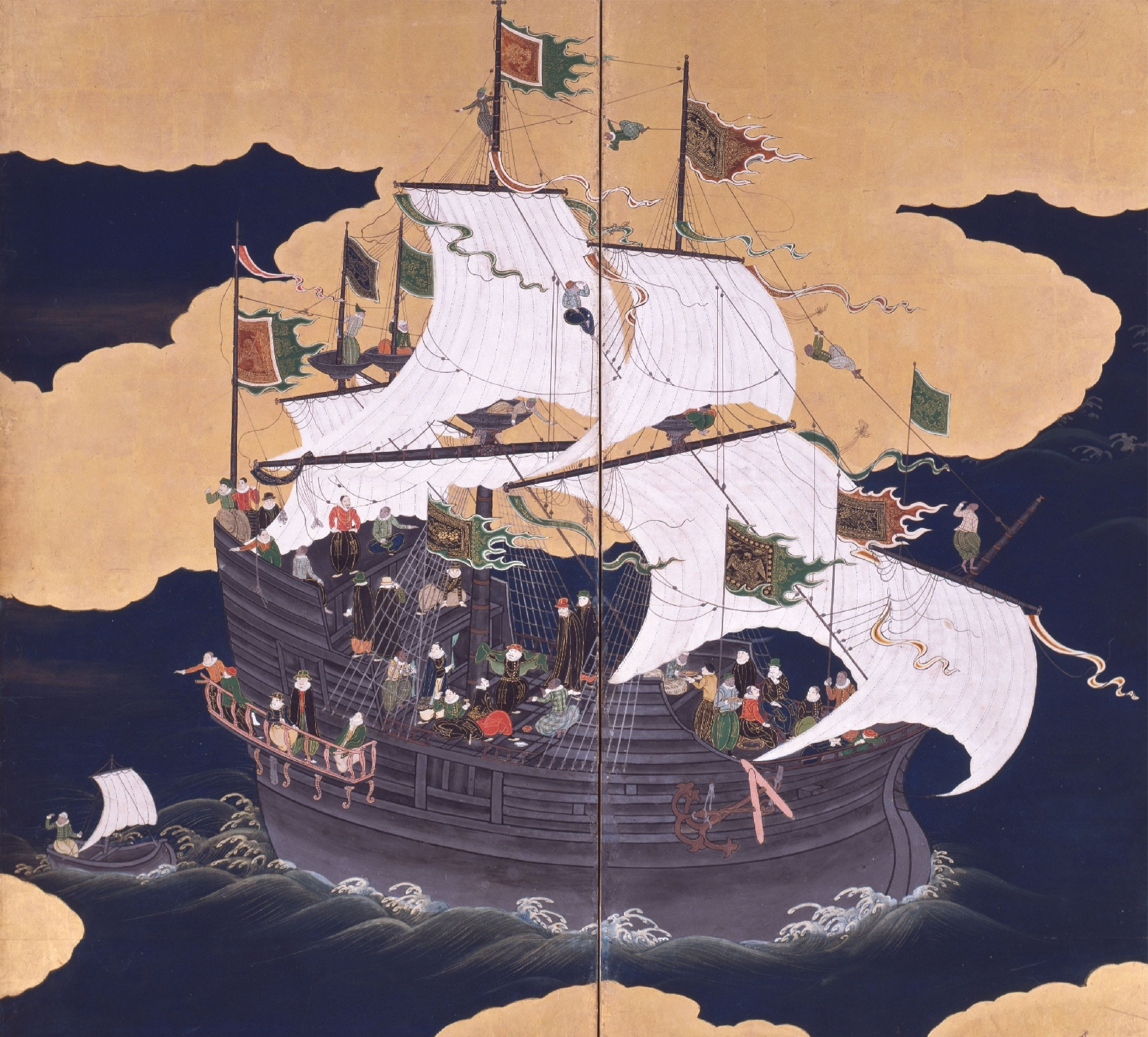
Imagem de uma carraca portuguesa

Os portugueses, na rota entre Macau e Nagasáqui, depois dos anos 1549 - 1639, carregavam seda e ouro chineses, bem como prata e cobre japoneses, o que se tornou uma fonte regular de renda para os portugueses e para Coroa, que estavam entre as mais altas de toda a área de influência portuguesa na Ásia. Por meio dessa rota para o Japão seguiam também armas de fogo europeias, o que contribuiu largamente para a unificação do Japão, já que tinham acesso a apenas uma parte da sociedade japonesa. Porém, em última análise, esse comércio de armas voltou-se contra os portugueses, que foram expulsos do Japão entre 1638 e 1639.
Com alguma reserva, pode ser aplicado ao Império Português na Ásia o conceito de talassocracia, ou seja, o domínio exercido pelo controlo das rotas marítimas, enquanto a dominação territorial foi implementada em poucos lugares, em pequenas extensões. As áreas no entorno de Goa, foram conquistadas até 1543, sendo chamadas de velhas conquistas, juntamente com o Centro da “Província do Norte”, em Baçaim, o Ceilão e a bacia do rio Zambeze na África Oriental.

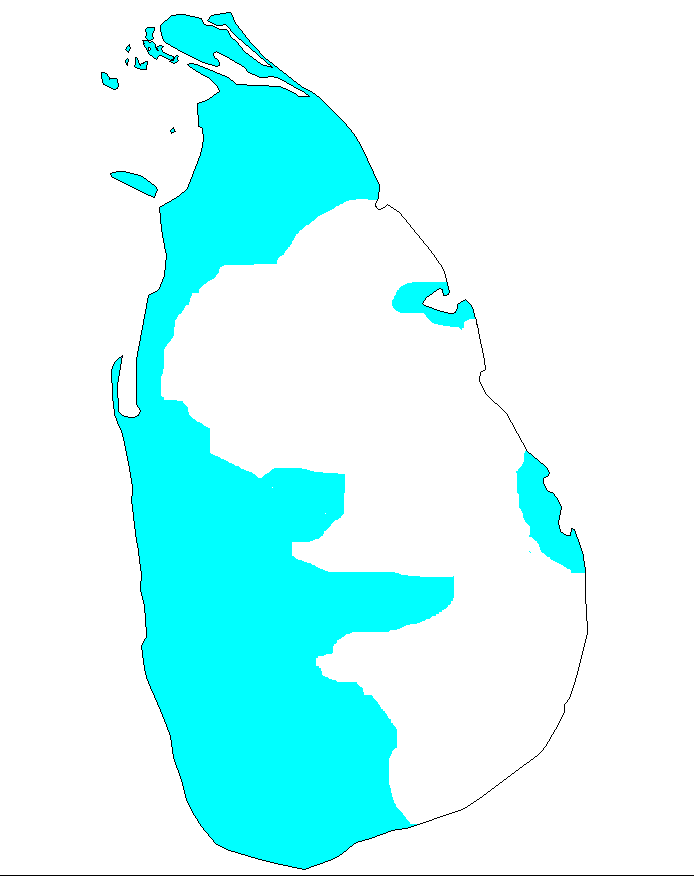
O alcance máximo da influência portuguesa em Ceilão (atual Seri Lanca)

Exploradores portugueses, liderados por D. Lourenço de Almeida, chegaram pela primeira vez no atual Seri Lanca em 1505. Durante a sua primeira visita, eles fizeram um tratado com o rei de Cota, Paracramabau VIII, que lhes permitiu negociar a safra de canela, que ficava ao longo das áreas costeiras da ilha, inclusive nas ilhas de Colombo. Como parte do tratado, foi dada aos portugueses plena autoridade sobre a costa, em troca da promessa de proteger a costa contra invasores. Eles foram autorizados a estabelecer um posto comercial em Colombo. Dentro de um curto espaço de tempo, no entanto, que, em seguida, resultou na expulsão dos habitantes muçulmanos de Colombo, começou-se a construir um forte na localidade em 1517.
Os portugueses logo perceberam que o controlo do Seri Lanca era necessário para a proteção de seus estabelecimentos no litoral da Índia, e eles começaram a manipular os governantes do Reino de Cota para ganhar o controlo da área. Depois de explorar as rivalidades dentro da família real, os portugueses assumiram o controlo de uma grande área do reino, e o rei cingalês Madune estabeleceu o novo Reino de Ceitavaca, um domínio no Reino de Cota. Em pouco tempo ele anexou a maior parte do reino de Cota e forçou os portugueses a recuar para Colombo, que foi repetidamente assediada por Madune e os reis posteriores de Ceitavaca, forçando-os a buscar reforço de sua base principal em Goa, na Índia. Após a queda do reino em 1593, os portugueses foram capazes de estabelecer o controlo total sobre a zona costeira, tendo Colombo como sua capital. Esta parte de Colombo ainda é conhecido como Fort e abriga o palácio presidencial e a maioria dos hotéis cinco estrelas da cidade. A área fora da região do Fort é conhecida como Pettah e é um centro comercial. Houve um crescimento de influência portuguesa no Ceilão depois de restaurar a força em Colombo em 1554, levando à absorção do Reino de Cota (1580), após o qual o monarca português foi proclamado rei do Ceilão (1597), a liquidação do reino rival - cingaleses Sítávaky (1594), e Tamil JAPÃO (Jaffna) (1619 - 1621), e o controlo de fato de grande áreas do norte, oeste e sul da ilha. Porém, apesar das tentativas da administração portuguesa na Índia de considerar a possibilidade de transferir o seu centro de Goa para o Ceilão na virada dos séculos XVI e XVII com a subjugação montanha reino Kandy, no entanto, a ideia morreu na Batalha de Randeniwela, perto de Vellavaya (1630).

## O declínio do poder português (1580-1669): guerra global
Bombaim foi cedida ao Reino Unido em 1661 como dote do casamento entre a Infanta Catarina de Bragança, Princesa da Beira, e o rei Carlos II de Inglaterra. A maioria da província foi, entretanto, perdida para os maratas até 1739. Portugal apoderou-se de Dadrá e Nagar Aveli em 1779.

## Reorganização, estabilização e declínio (1669-1961)

### Novas Conquistas de Goa

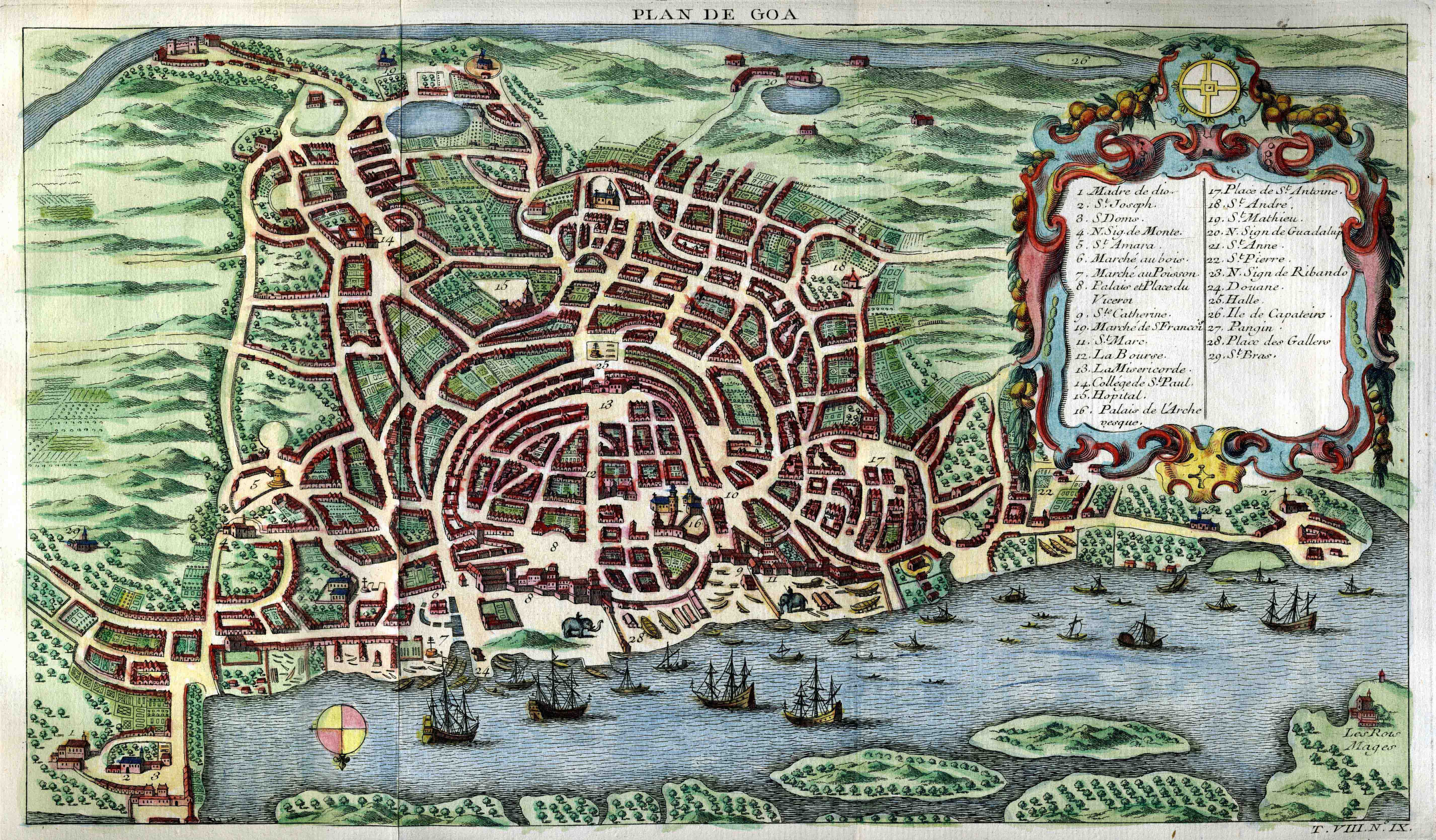
Mapa de Goa, in Histoire générale des Voyages, de la Harpe, 1750

Entre 1713 e 1788, a superfície de Goa triplicou com a incorporação das Novas Conquistas. As designadas Novas Conquistas correspondem ao grupo de sete concelhos de Goa, ao sul, ao norte e a leste, que foram acrescentados à Índia Portuguesa em pleno século XVIII, mais de 200 anos depois do início do domínio português.
Os concelhos das Novas Conquistas foram:
- Perném
- Bicholim
- Satari
- Pondá
- Sanguém
- Quepém
- Canácona

### Inconfidência de Goa (1787)
A Inconfidência de Goa, também chamada Conjuração dos Pintos, foi uma tentativa de derrubar o regime português em Goa, em 1787.
Vários clérigos e militares, naturais da região, sentiam-se discriminados nas promoções de suas carreiras, por motivos raciais. O grupo dos conspiradores era liderado pelo padre José António Gonçalves de Divar, e incluía o nome de José Custódio Faria (depois conhecido como "Abade Faria").
Denunciada, a conspiração foi exemplarmente reprimida pelas autoridades portuguesas. O padre Divar conseguiu escapar e viria a morrer em Bengala. O Abade Faria escapou para a França, onde alcançaria a fama. Dos demais implicados, a maioria dos religiosos foi mantida em detenção nos calabouços da Fortaleza de São Julião da Barra, em Portugal, durante muitos anos, sem qualquer julgamento oficial e aberto. Os leigos, após um inquérito sumário, foram julgados por "alta traição" e condenados à morte na forca, sendo os seus corpos esquartejados.
Em termos de historiografia o episódio foi estudado no século XIX pelo erudito Joaquim Heliodoro da Cunha Rivara.

## Mudança da capital (1843)
Em 1843, a capital foi mudada para Pangim, então renomeada "Nova Goa", quando se tornou oficialmente a sede administrativa da Índia Portuguesa, em substituição a cidade de Goa (atualmente Velha Goa), embora o vice-rei já morasse lá desde 1 de dezembro de 1759. Antes de se mudar para a cidade, o vice-rei remodelou a fortaleza do Idalcão, transformando-a num palácio.

## Territórios portugueses no subcontinente indiano
Inicialmente o rei D. Manuel I de Portugal tentou a distribuição do poder por três governadores com áreas de jurisdição distintas, contudo o cargo foi centralizado por Afonso de Albuquerque, que se tornou plenipotenciário, e assim permaneceu.
Durante dois séculos abrangeu todas as possessões portuguesas no Índico; só em 1752 Moçambique passou a dispor de governo próprio (com a criação do Estado da África Oriental) e, em 1844, o Estado Português da Índia  deixou também de administrar os territórios de Macau, Solor e Timor, vendo-se assim confinado ao Malabar.
Entre estes territórios, incluíam, além Goa, Damão e Diu:
- Ilha de Angediva, a sul de Goa;
- Dadrá e Nagar Aveli, exclaves de Damão bem no coração do Guzerate;
- Simbor e Praia de Nagoá enclaves continentais de Diu, a leste deste território;
- Gogolá enclave continental de Diu.

Portugal detinha os direitos sobre vários enclaves na costa indiana, cuja posse datava da época dos Descobrimentos, logo após a ligação marítima ter sido estabelecida por Vasco da Gama.

## Independência da Índia e relações com Portugal (1947-1961 / 1974)

Proposta de Bandeira do Estado Português da Índia

Após a independência indiana concedida pelos britânicos, em 1947, Portugal recusou-se a aceder ao pedido da Índia para rescindir a sua posse. No entanto, a atitude era condenada pela Assembleia das Nações Unidas, que se pronunciou a favor da Índia.
Em 1954, Portugal perdia os primeiros territórios ultramarinos: Dadrá e Nagar Aveli. A Índia impediu Portugal de deslocar militares para a sua defesa, acabando por anexar formalmente os enclaves em agosto de 1961.
O Tribunal de Haia decretou que "tanto o bloqueio como a posterior invasão dos territórios de Dadrá e Nagar Aveli em 1954 tinha sido ilegal, e a Índia deveria devolver a Portugal a sua posse". A União Indiana chegou a tentar secretamente que Portugal retirasse a queixa, prometendo "esquecer" a questão de Goa por algum tempo. Mas como a Índia não estava disposta a renunciar a Goa, Portugal recusou o acordo.
Em dezembro de 1961, a União Indiana invadia os territórios de Goa, Damão e Diu, e, no ano seguinte, a ilha de Angediva. No entanto, Salazar recusava-se a reconhecer a soberania indiana sobre os territórios, mantendo-os representados na Assembleia Nacional até 1974, altura em que se deu a Revolução de 25 de abril de 1974. A partir de então, Portugal pôde restabelecer as relações diplomáticas com a Índia, começando pelo reconhecimento da soberania indiana sobre o antigo Estado Português da Índia. No entanto, aos seus habitantes que o pretendessem foi dada a possibilidade de manterem a cidadania portuguesa.
Até à independência da Índia em 1947 manteve Goa, Damão, Diu, Nagar Aveli e Dadrá. Perdeu estes dois últimos enclaves em 1954, e por fim as três restantes praças em dezembro de 1961, quando foram ocupadas pela União Indiana (embora Portugal só reconhecesse a ocupação após a Revolução de 25 de Abril, em 1974). Terminou assim, após quatro séculos e meio de domínio português, o Estado Português da Índia. Muitas vezes a Índia Portuguesa é referida como apenas Goa, já que esta foi, durante anos, a principal praça comercial.

## Património da humanidade

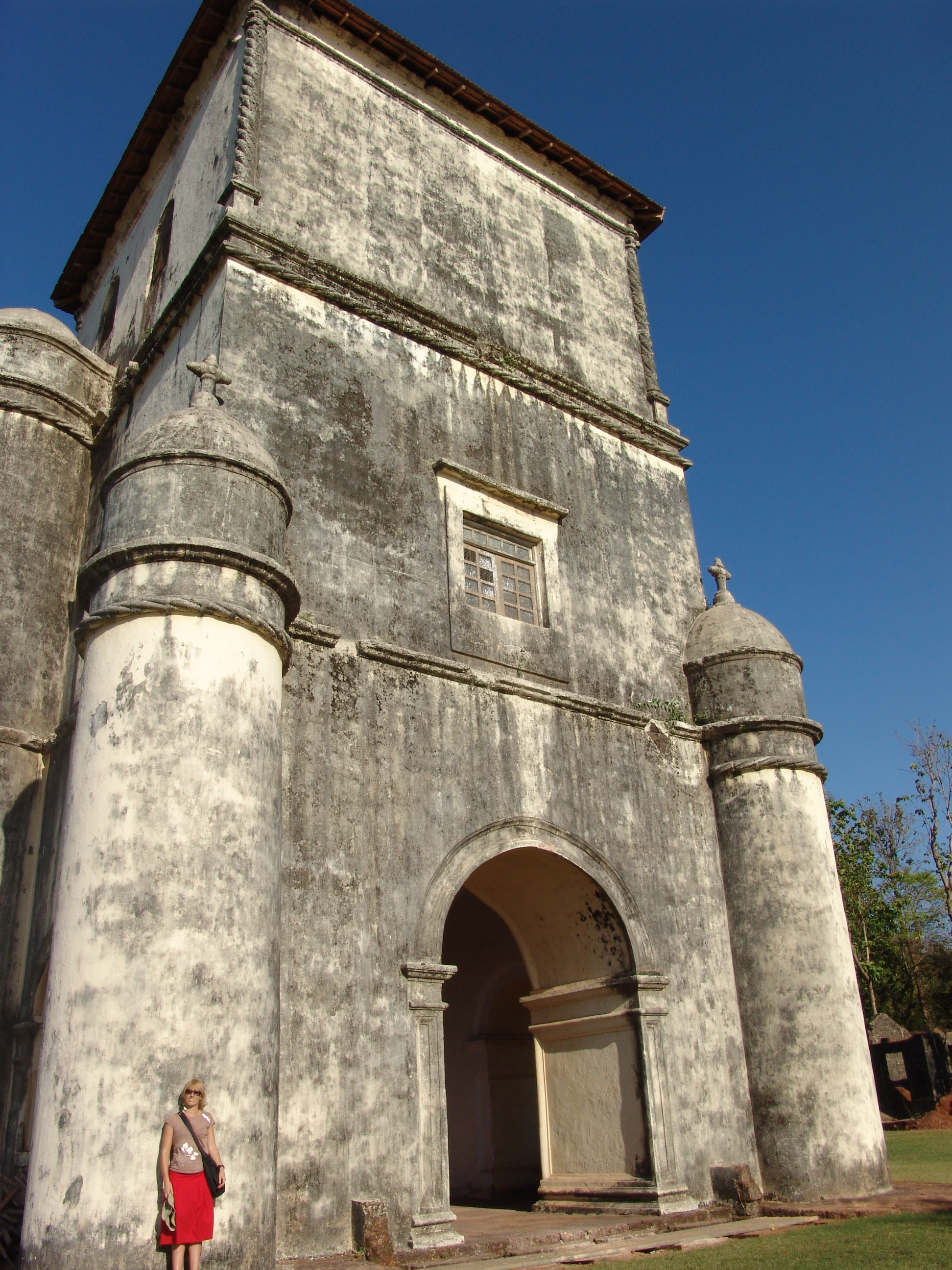
Igreja do Rosário, em estilo manuelino tardio, a mais antiga de Goa

A cidade de Velha Goa foi fundada no século XV pelos governantes muçulmanos do Sultanato de Bijapur como um porto às margens do rio Mandovi. A povoação foi tomada em 1510 por Afonso de Albuquerque, primeiro Governador-Geral da Índia, com a ajuda do corsário Timoja, permanecendo quase continuamente sob domínio português até ao século XX.
Igrejas e Conventos de Velha Goa é o nome dado pela UNESCO para um conjunto de monumentos religiosos localizado em Goa Velha, no estado de Goa, na Índia, declarado Património Mundial em 1986. Goa foi a antiga capital das índias portuguesas e um centro de evangelização da Ásia a partir do século XVI. As justificativas de inclusão dos monumentos religiosos de Goa na lista de Património Mundial são: 1) a influência dos monumentos na difusão de formas artísticas ocidentais - os estilos manuelino, maneirista e barroco - por toda a Ásia onde se estabeleceram missões católicas; 2) o valor do conjunto de monumentos de Goa como exemplo excepcional que ilustra o trabalho de evangelização e 3) o valor específico da presença na Basílica do Bom Jesus da tumba de Francisco Xavier, que ilustra um evento de importância mundial: a influência da religião católica na Ásia na Era Moderna.